# 氨基比林
氨基比林（INN：aminophenazone，USAN：aminopyrine）是一種吡唑啉酮类非甾體抗炎藥和退燒藥，半衰期約為2~4小時。通过抑制前列腺素的合成与释放緩解疼痛和發熱。氨基比林有造成粒细胞缺乏症的风险。

## 副作用
可能的副作用包括：
- 對吡唑啉酮過敏
- 噁心
- 粒細胞缺乏症
- 肝中毒
- 消化不良
- 急性肾功能不全
- 黄疸
- 头痛